# Trupanea vicina
Trupanea vicina är en tvåvingeart som först beskrevs av Wulp 1900.  Trupanea vicina ingår i släktet Trupanea och familjen borrflugor. Inga underarter finns listade i Catalogue of Life.